# Музей Конфедерації
Музе́й Конфедера́ції (англ. The Museum of the Confederacy) розташований у Ричмонді, штат Вірджинія.
Під час Громадянської війни у США (1861—1865) цей будинок використовували як резиденцію президента Конфедеративних Штатів Америки. З 22 лютого 1896 — Музей Конфедерації, у якому зберігається велика колекція артефактів, рукописів і фотографій з часів Конфедеративних Штатів Америки та Громадянської війни в США.